# Øyvind
Øyvind, Øivind  oder Öyvind ist ein männlicher Vorname altnordischen Ursprungs.

## Verbreitung
Der Name ist hauptsächlich in skandinavischen Ländern verbreitet, die größte Verbreitung findet er in Norwegen. Die zentrale Statistikbehörde Norwegens verzeichnet (Stand 1. Februar 2023) 13.684 Namensträger, davon 12.086 die den Namen als einzigen Vornamen tragen. Der Name wurde besonders um das Jahr 1970 sowie 1982 sehr häufig vergeben (jeweils rund 1 % der Geburten), ist aber in der Vergabe seitdem stark rückläufig. Im Jahr 2022 erhielten lediglich 0,037 % der Norweger den Namen Øyvind.

## Namensträger
- Øyvind Anker (1904–1989), norwegischer Bibliothekar und Literaturhistoriker
- Øivind Blunck (* 1950), norwegischer Schauspieler und Komiker
- Øyvind Berg (* 1971), norwegischer Skispringer
- Øyvind Berntsen (* 1962), norwegischer Badmintonspieler
- Øyvind Dahl (* 1951), norwegischer Langstreckenläufer
- Øyvind Eide, norwegischer Wissenschaftler
- Øyvind Moen Fjeld (* 1988), norwegischer Skilangläufer
- Øyvind Gløersen (* 1986), norwegischer Skilangläufer
- Øyvind Hegg-Lunde (* 1982), norwegischer Jazzmusiker
- Øyvind Leonhardsen (* 1970), norwegischer Fußballspieler
- Øyvind Mobakken (* 1966), norwegischer Skilangläufer
- Øyvind Rimbereid (* 1966), norwegischer Schriftsteller
- Øyvind Sauvik (* 1976), Künstlername Vinni; norwegischer Sänger und Rapper
- Øyvind Skaanes (* 1968), norwegischer Skilangläufer
- Öyvind Fahlström (1928–1976), schwedischer Künstler

## Sonstige Verwendung
- Øyvind Plassen (Öyvind Pladsen), die Hauptfigur in Bjørnstjerne Bjørnsons Erzählung En glad gut (1860)[3]